# Бзенов
Бзенов (словац. Bzenov) — село в Словаччині, Пряшівському окрузі Пряшівського краю. Розташоване в центральній частині східної Словаччини, у південній частині Шариської височини в долині Свинки.
Уперше село згадується у 1423 році.

## Культурні пам'ятки
У селі є римо—католицький костел з 1746 року в стилі бароко.

## Населення
| Рік:            | 1994. | 2004.   | 2014.   | 2024. |
| --------------- | ----- | ------- | ------- | ----- |
| Кількість осіб: | 677   | 728     | 778     | 778   |
| Різниця:        |       | +7,53 % | +6,86 % | +0 %  |

| Рік:            | 2023. | 2024.   |
| --------------- | ----- | ------- |
| Кількість осіб: | 786   | 778     |
| Різниця:        |       | -1,01 % |

У 2016 році в селі проживало 769 осіб.